# Planorbis carinatus
Planorbis carinatus — вид прісноводних черевоногих молюсків з родини Planorbidae.

## Поширення
Вид поширений по всій Європі від Іспанії до Скандинавії. Місцем існування цього виду є великі водойми, такі як відкриті води каналів, річок і озер. Він трапляється лише локально в дуже м'яких або кислих водах.

## Опис
Ширина черепашки цього виду 9-15 мм. Мушля має помітний кіль по центру периферії завитка тіла. Черепашка складається з 4½–5 завитків. Останній виток більш ніж удвічі ширший за передостанній. Витки з обох сторін чітко опуклі. Черепашка світло-рогова, жовто-зеленуватого або білуватого кольору, злегка блискуча. Тіло равлика темно-сіре, лапка жовто-сіра, спина іноді червонувата, вусики жовтуваті.

## Спосіб життя
Раціон включає водорості та гниючі судинні рослини, детрит і водорості, зібрані з поверхневої плівки. Найчастіше зустрічається на виринниці болотній (Callitriche palustris), різусі морській (Najas marina), водяній сосонці звичайній (Hippuris vulgaris), болотному плавушнику (Hottonia palustris), рдеснику (Potamogeton sp.).